# مونته راسو
مونته راسو (به انگلیسی: Monette Russo) ژیمناست زادهٔ ۴ اوت ۱۹۸۸ میلادی اهل کشور استرالیا است.